# 左翼党.SDS

左翼党.SDS标志

左翼党.SDS（德語：Die Linke.SDS），又称左翼党.社会主义-民主学生联盟（DIE LINKE. Sozialistisch-Demokratischer Studierendenverband），简称SDS，是德国的一个全国性社会主义学生组织。成立于2007年5月5日，总部位于法兰克福。该组织是左翼党承认的学生组织，并作为拥有特殊地位的工作团体，隶属于左翼党的青年翼左翼青年Solid。该组织现由60多个学生协会组成
。